# Arratia-Nerbioi
Arratia-Nerbioi è una comarca della Spagna, situata nella comunità autonoma dei Paesi Baschi ed in particolare nella provincia di Biscaglia.